# Kdenlive
Kdenlive – edytor wideo dla środowiska KDE. Projekt rozpoczął Jason Wood w roku 2002, i jest teraz utrzymany przez małą ekipę deweloperów.
Kdenlive obsługuje wszystkie formaty obsługiwane przez FFmpeg (na przykład QuickTime, AVI, WMV, MPEG i Flash Video), i też obsługuje proporcje 4:3 i 16:9 w PAL, NTSC i w różnych standardach HD, łącznie z HDV i AVCHD. Wideo mogą być eksportowane do urządzeń DV, lub zapisywane na DVD.
Pakiety Kdenlive są swobodnie dostępne dla systemu GNU/Linux, FreeBSD i OS X (beta dla Windows) na warunkach GNU General Public License w wersji 2 lub którejś z późniejszych wersji. Jest programem w pełni spolonizowanym.